# Gallowaiinella
Gallowaiinella es un género de foraminífero bentónico invalidado por ser considerado nombre superfluo de Gallowaiina de la subfamilia Boultoniinae, de la familia Schubertellidae, de la superfamilia Fusulinoidea, del suborden Fusulinina y del orden Fusulinida. Su especie tipo era Gallowaiina meitiensis.  Su rango cronoestratigráfico abarcaba el Changshingiense (Pérmico superior).

## Discusión
Clasificaciones más recientes incluirían Gallowaiinella en la superfamilia Schubertelloidea, y en la subclase Fusulinana de la clase Fusulinata.

## Clasificación
Gallowaiinella incluía a las siguientes especies:
- Gallowaiinella angulata †
- Gallowaiinella cervicalis †
- Gallowaiinella jiaogensis †
- Gallowaiinella laxa †
- Gallowaiinella megalocula †
- Gallowaiinella meitiensis †
- Gallowaiinella quasicylindrica †
- Gallowaiinella wutuensis †